# NGC 4128
NGC 4128 est une galaxie lenticulaire vue par la tranche et située dans la constellation du Dragon. NGC 4128 a été découverte par l'astronome germano-britannique William Herschel en 1793.

## Caractéristiques
Sa vitesse par rapport au fond diffus cosmologique est de 2 318 ± 16 km/s, ce qui correspond à une distance de Hubble de 34,2 ± 2,4 Mpc (∼112 millions d'al).
À ce jour, cinq mesures non basées sur le décalage vers le rouge (redshift) donnent une distance de 29,400 ± 4,120 Mpc (∼95,9 millions d'al), ce qui est à l'intérieur des valeurs de la distance de Hubble. Notons cependant que c'est avec la valeur moyenne des mesures indépendantes, lorsqu'elles existent, que la base de données NASA/IPAC calcule le diamètre d'une galaxie et qu'en conséquence le diamètre de NGC 4128 pourrait être d'environ 26,2 kpc (∼85 500 al) si on utilisait la distance de Hubble pour le calculer.

## Groupe de NGC 4128
NGC 4128 est la plus grosse et la plus brillante galaxie d'un trio. Les deux autres galaxies du groupe de NGC 4128 sont NGC 4034 et NGC 4120.
Ce même trio est aussi mentionné dans un article publié par Abraham Mahtessian en 1998.